# بحر البرد

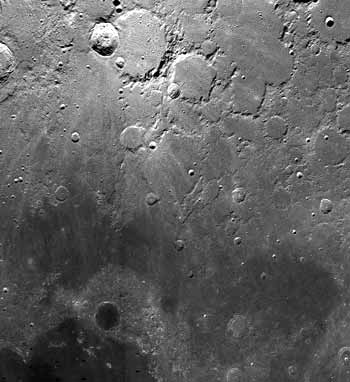
بحر البرد

بحر البرد  (باللاتينية: Mare Frigoris) هو بحر قمري يقع أقصى القسم الشمالي للقمر.
كما هو الحال مع أغلب البحار القمرية، فإن التسمية تعود إلى سنة 1651 من الفلكي جيوفاني باتيستا ريتشيولي، الذي أصبحت تسمياته لها قياسية.